# Station Szczecinek
Station Szczecinek is een spoorwegstation in de Poolse plaats Szczecinek.